# Lutherse kerk (Breda)
De Lutherse kerk is een kerkgebouw in Breda in de Nederlandse provincie Noord-Brabant. Het kerkgebouw ligt ingesloten tussen de panden verscholen ten oosten van de Grote Markt en is bereikbaar via een steeg aan Veemarktstraat 11.

## Geschiedenis
Rond 1566 ontstond er in Breda een lutherse gemeente. De aanhangers hiervan hadden aan de Nieuwstraat een schuilkerk.
In 1777 werd aan de Veemarktstraat een herenhuis met voorplein gekocht en dit werd ingericht als kerkgebouw. In 1786 vond de inwijding plaats. Het voorplein werd bebouwd met twee huizen en alleen een poort gaf toegang tot de kerk.
In 1838 vond er een grondige verbouwing plaats, waarbij onder andere spitsboogvensters aan de zijde van het binnenplein aangebracht werden.
Op 16 maart 1966 werd de toegang naar de lutherse kerk opgenomen in het rijksmonumentenregister.
In 2013 werd de kerk door de Lutheranen overgedragen aan de Protestantse Gemeente Breda. Het kerkgebouw werd verbouwd om naast liturgische en religieuze bijeenkomsten ook andere ontmoetingen en bijeenkomsten mogelijk te maken. Onder andere werden de banken verwijderd. Ook kreeg de crypte een eigen ingang aan het binnenplein.
Per 27 december 2022 werd de Stichting Ekklesia Breda de nieuwe eigenaar van de kerk en de bijbehorende voormalige kosterswoning. 

## Opbouw
Het kerkgebouw is een eenvoudig zaalkerkje op een rechthoekig plattegrond, gedekt door een schilddak. In de zijgevel van het binnenplein, de zuidzijde, zijn spitsboogvensters aangebracht. De zijgevels hebben steunberen.

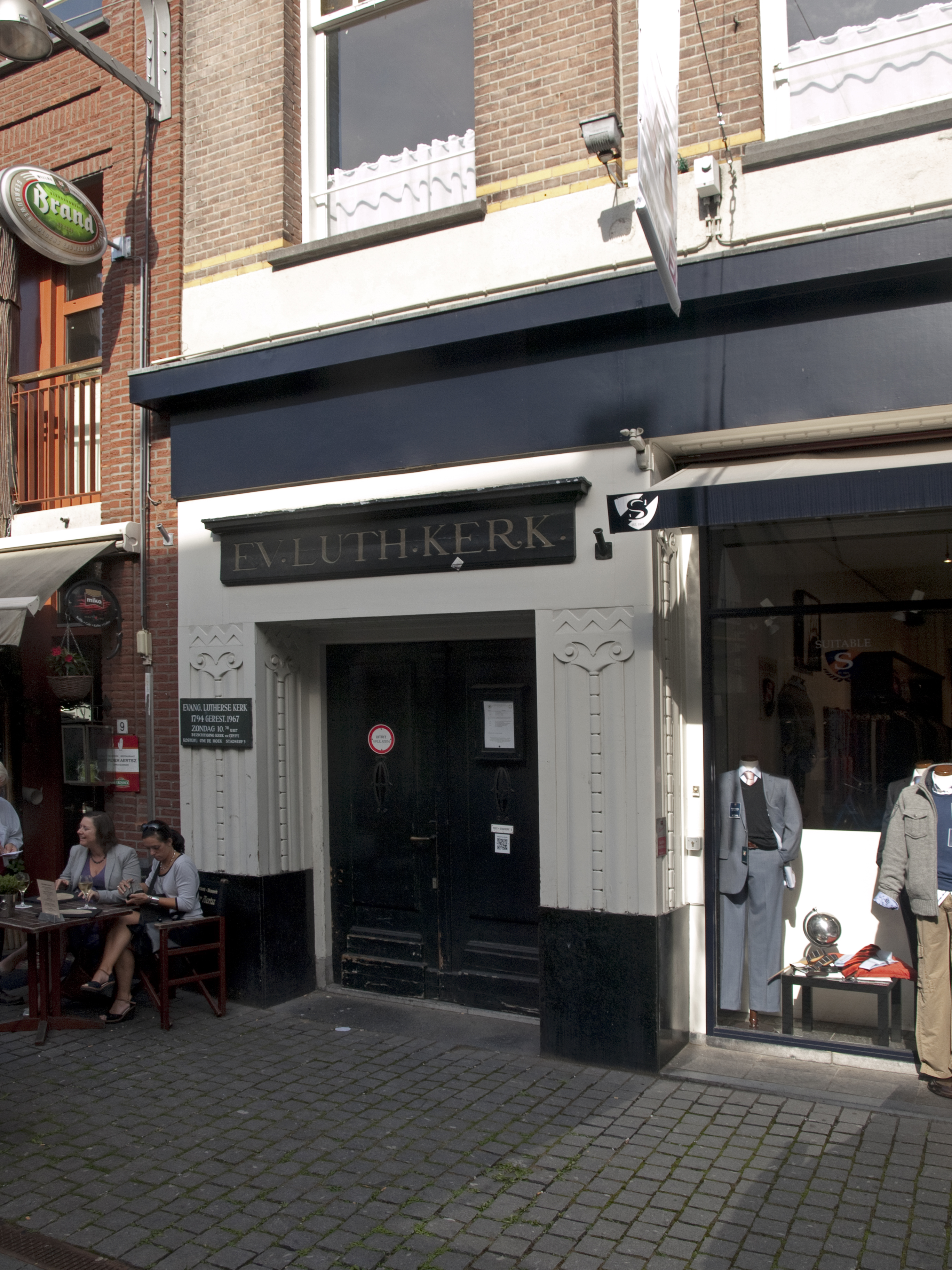
Poort met toegang tot kerkgebouw
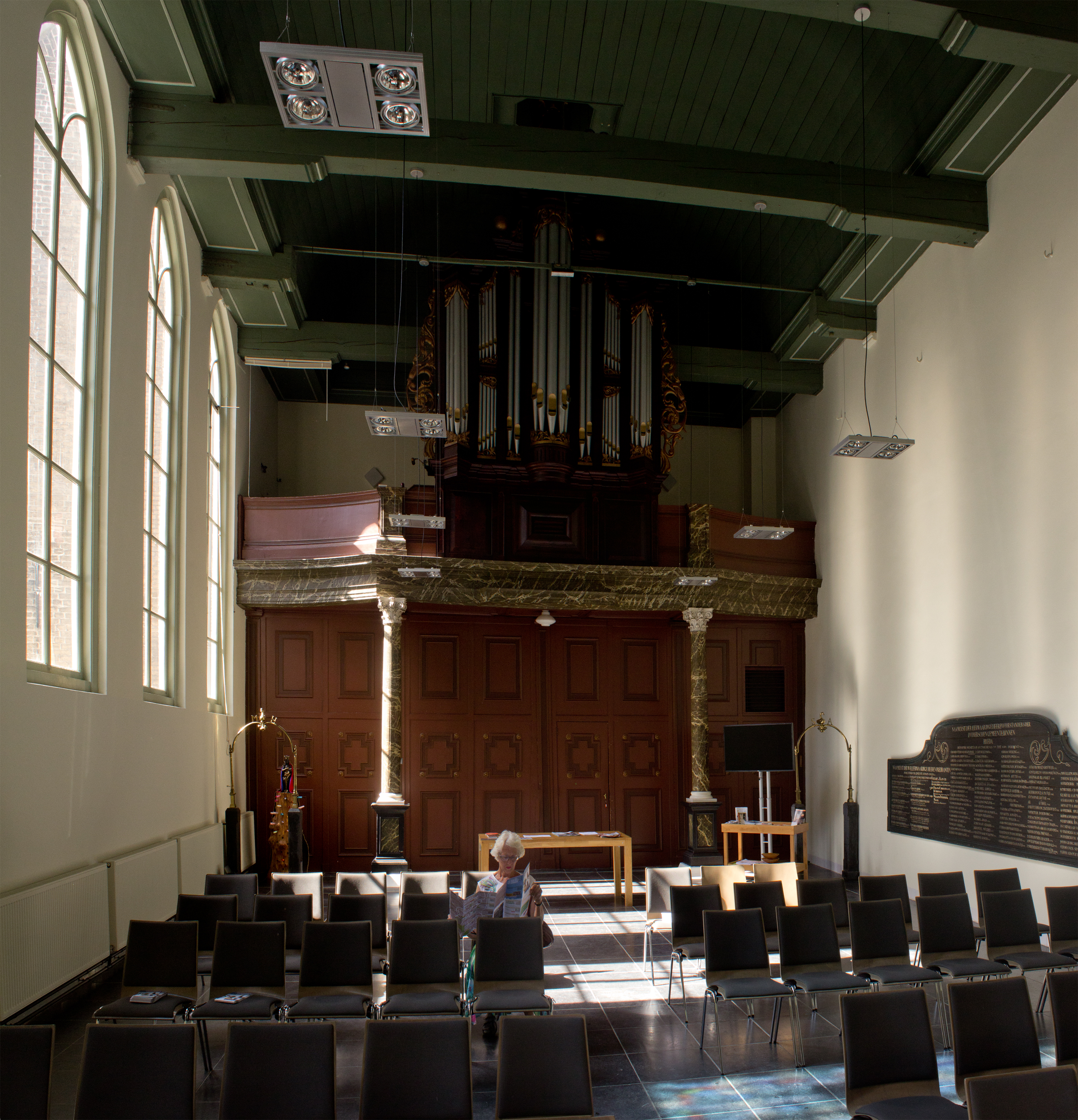
Interieur
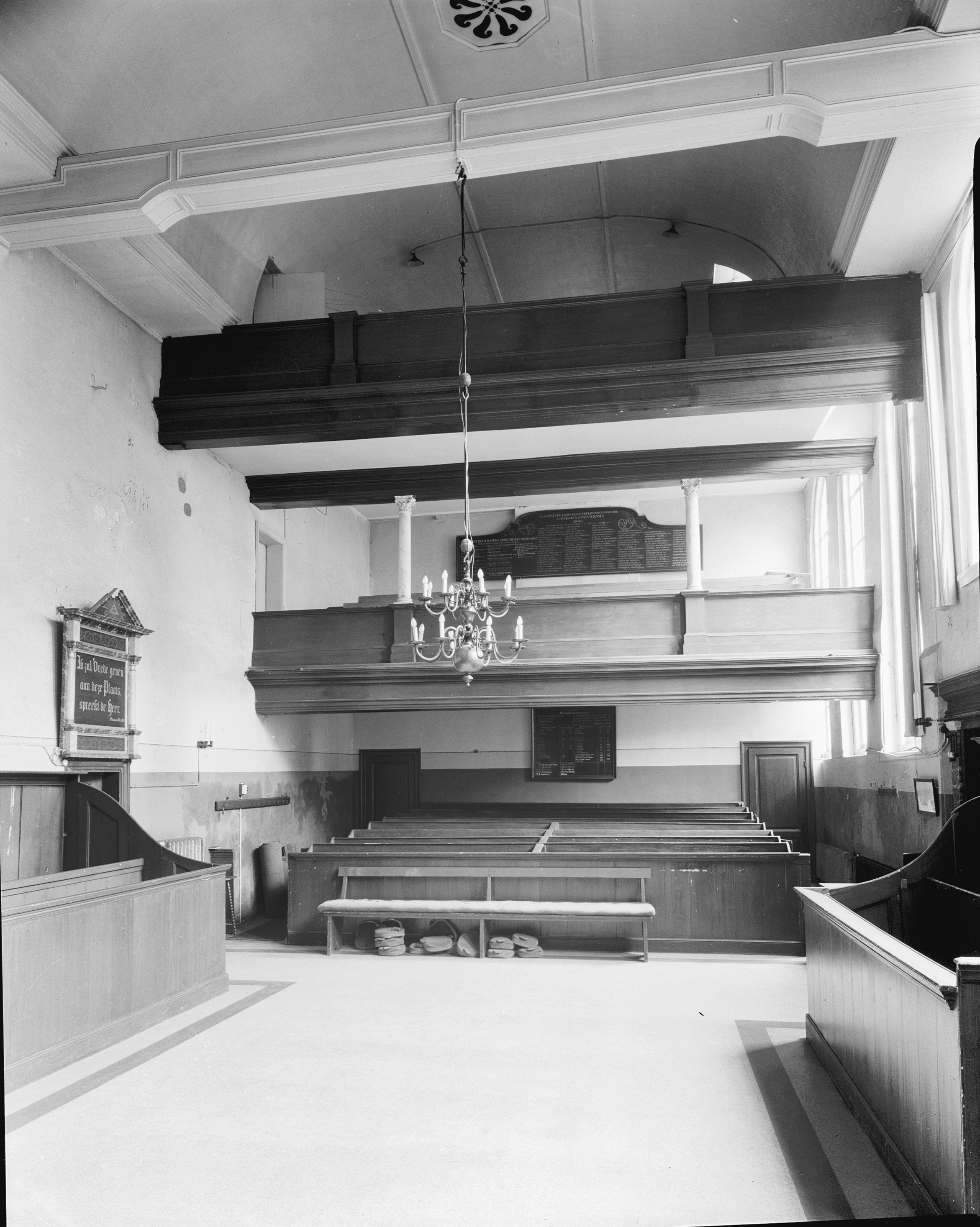
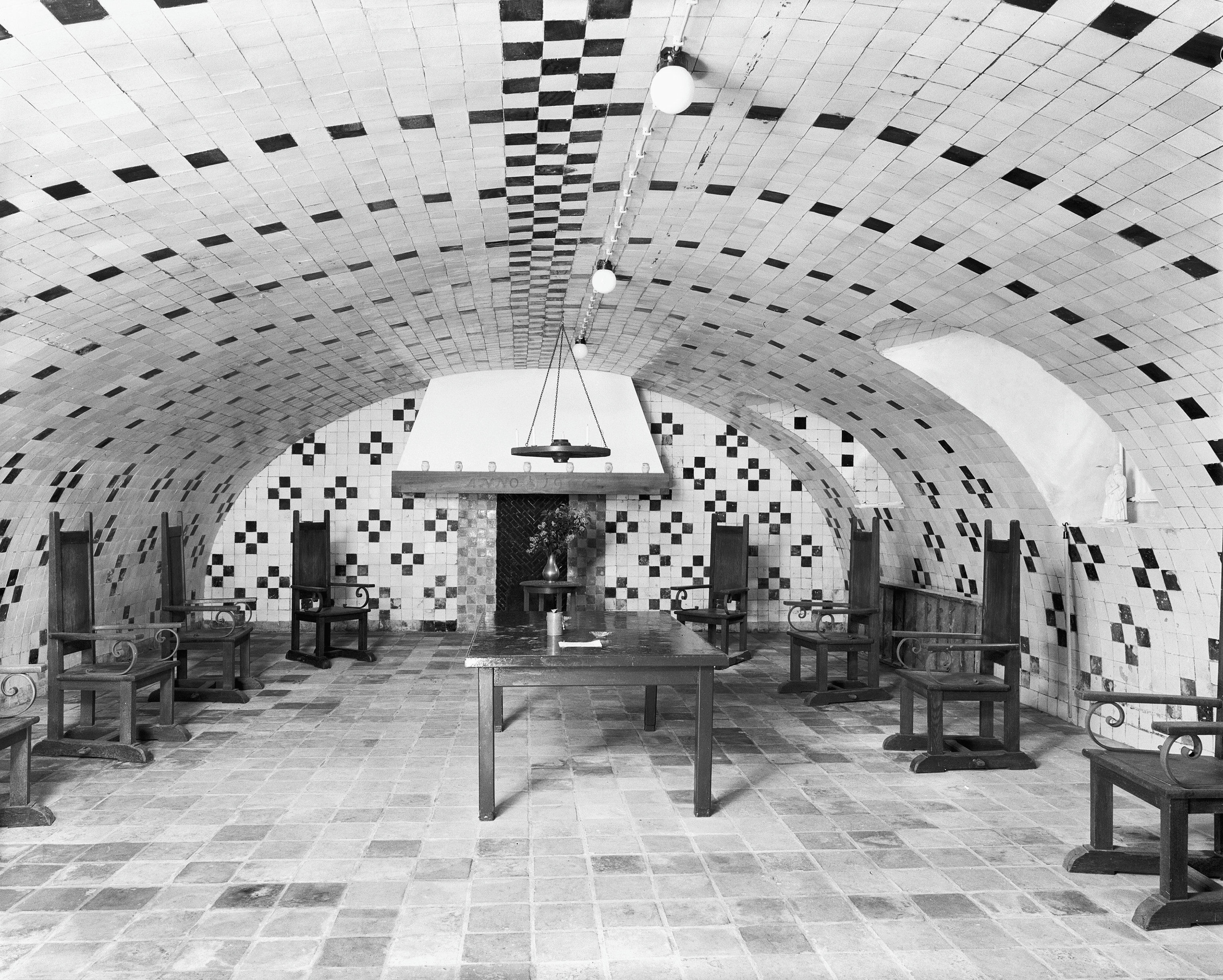
Crypte